# Anders Sandberg
Anders Sandberg (ur. 11 lipca 1972 w Solnie) – badacz, naukowiec, futurolog, transhumanista i pisarz. 

## Życiorys
Posiada doktorat z neurologii komputerowej (computational neuroscience) uzyskany na Stockholm University, za pracę nad modelowaniem sieci neuronowych ludzkiej pamięci. Jest pracownikiem badawczym w grupie James Martin 21st Century School, będącym częścią Future of Humanity Institute na Wydziale Filozofii uniwersytetu Oksfordzkiego w Anglii.
Badania Sandberga koncentrują się na społecznych i etycznych problemach związanych z ulepszaniem kondycji ludzkiej poprzez technologię, oraz określaniem możliwości naukowych przyszłych technologii. Jego prace dotyczą ulepszania poznawczego (cognitive enhancement) (metody, siła oddziaływania, i analiza zasad); technicznej mapy emulacji mózgu, neuroetyki oraz ryzyka globalnych katastrof, szczególnie odpowiadając na pytanie, jak traktować subiektywną niepewność i ocenę ryzyka o niskim prawdopodobieństwie, ale poważnych konsekwencjach.
Występuje jako komentator w międzynarodowych publicznych debatach dotyczących udoskonalania ludzkości, neurologii, etyki i futurologii.
W 1998 był jednym z autorów The Transhumanist Declaration (Deklaracji Transhumanistycznej), potem zaadaptowanej przez World Transhumanist Association.
Jest współzałożycielem think tanku Eudoxa, dla którego pisze eseje. Zwolennik wolności morfologicznej.
Wraz z M. Alanem Kazlevem, Donną Malcolm Hirsekorn, Berndem Helfertem jest też współzałożycielem projektu on-line Orion’s Arm, polegającego na budowaniu fikcyjnego świata (worldbuilding). W latach 1996–2000 był prezesem (Chairman) szwedzkiego oddziału Humanity+, Swedish Transhumanist Association. Był też organizatorem naukowym wystawy neurologicznej „Se Hjärnan!” („Behold the Brain!”), zorganizowanej przez Swedish Travelling Exhibitions, Swedish Research Council i Knowledge Foundation, która podróżowała po Szwecji w latach 2005–2006. W 2007 był na badawczych studiach podoktoranckich na Uehiro Centre for Practical Ethics na uniwersytecie Oksfordzkim, pracując nad ufundowanym przez Unię Europejską projektem ENHANCE, dotyczącym etyki udoskonalania ludzi.
26 czerwca 2011 w Amsterdamie miał premierę film dokumentalny TRANSHUMAN (reż. Titus Nachbauer), prezentujący dorobek naukowy Andersa Sandberga, obok Nicka Bostroma, Arjena Kamphuisa i Natashy Vita-More. We wrześniu 2011 film ma być pokazany na festiwalu Dutch Film Festival w Utrechcie.